# Осока Гартмана
Осока Гартмана (лат. Carex hartmaniorum, лат. Carex hartmanii, лат. Carex emasculata) — вид многолетних растений из семейства осоковых.

## Описание

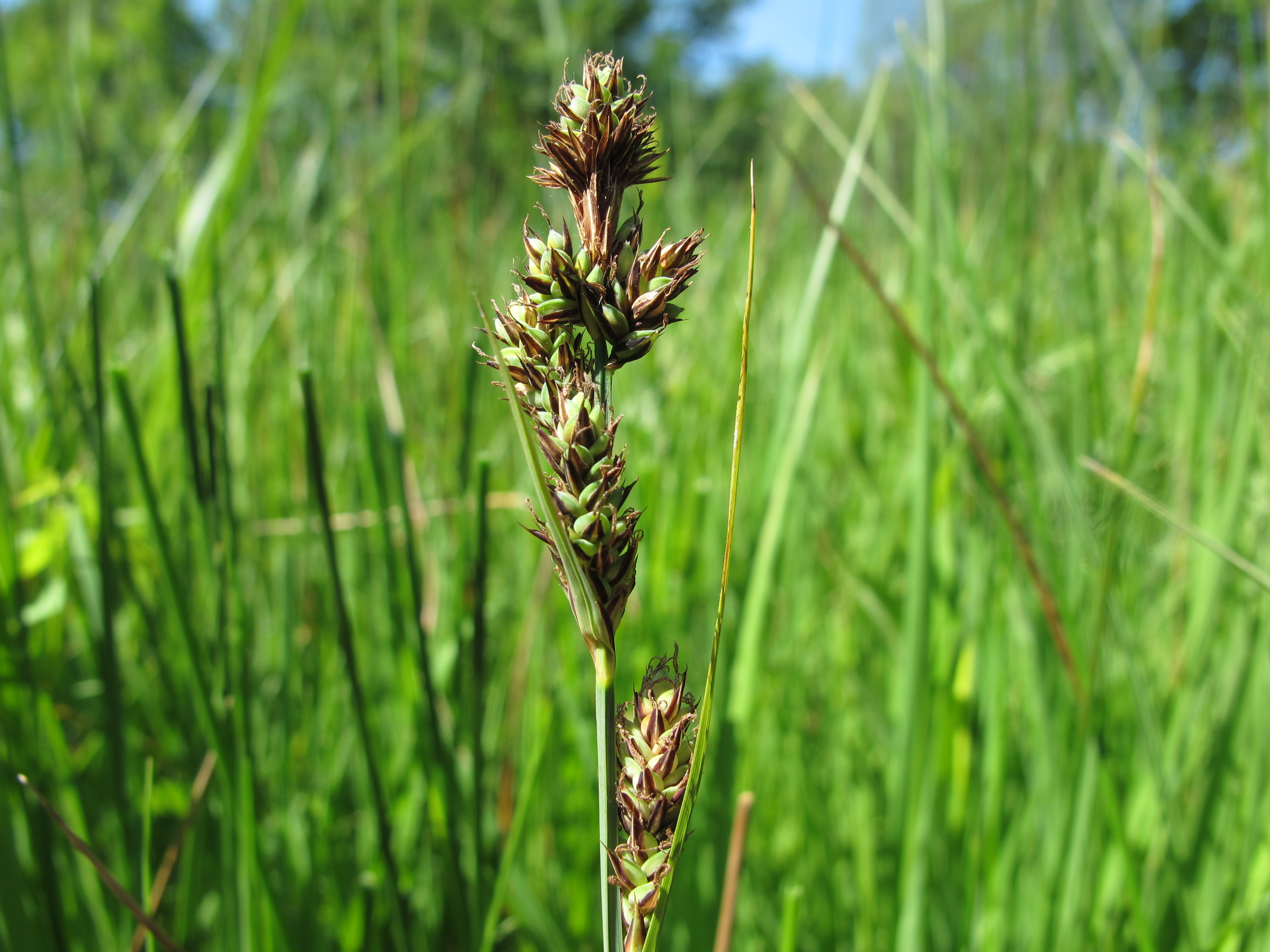
Соцветие

Стебли имеют высоту 30—70 см, колоски — 2—4 см. Соцветие состоит из 3—5 колосков с пестичными цветками в верхней части (пестик с 3 рыльцами); верхний колосок ветвист у основания, вместе с 2—3 короткими боковыми колосками имеет внизу несколько тычиночных цветков. Мешочки длиной около 3 мм вверху переходят в короткий двузубчатый носик.
Цветёт в первой половине лета, плодоносит — во второй. Размножается вегетативным и семенным способами. Растёт в лиственных лесах, обычно на лугах, рядом с реками и болотами.

## Распространение
Осока Гартмана Распространена в Европе и Западной Азии. В средней полосе России встречается спорадически.